# Alberto Gaudêncio Ramos

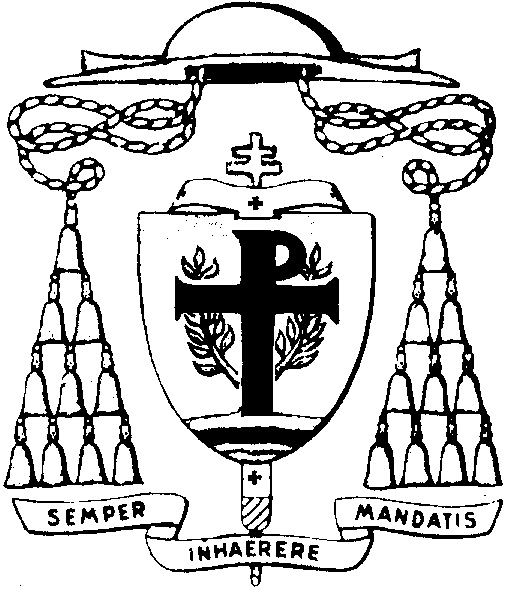
Erzbischofswappen

Alberto Gaudêncio Ramos (* 30. März 1915 in Belém do Pará, Bundesstaat Pará, Brasilien; † 26. November 1991 ebenda) war ein brasilianischer Geistlicher und katholischer Erzbischof von Belém do Pará.

## Leben
Gaudêncio Ramos empfing am 1. Oktober 1939 die Priesterweihe für das Erzbistum Belém do Pará.
Papst Pius XII. ernannte ihn am 30. August 1948 zum Bischof des Bistums Amazonas. Die Bischofsweihe spendete ihm der Erzbischof von São Sebastião do Rio de Janeiro, Jaime Kardinal de Barros Câmara, am 1. Januar des folgenden Jahres; Mitkonsekratoren waren Mário de Miranda Vilas-Boas, Erzbischof von Belém do Pará, und Anselmo Pietrulla OFM, Prälat von Santarém. Mit der Erhebung und Umbenennung des Bistums Amazonas zum Erzbistum Manaus wurde er am 16. Februar 1952 zum Erzbischof ernannt. Am 9. Mai 1957 erfolgte die Ernennung zum Erzbischof von Belém do Pará.
Alberto Gaudêncio Ramos war von 1962 bis 1965 Konzilsvater aller vier Sitzungsperioden des Zweiten Vatikanischen Konzils.
Seinem altersbedingten Rücktrittsgesuch gab Papst Johannes Paul II. am 4. Juli 1990 statt.